# Jose Baxter
Jose Baxter (Liverpool, 7 febbraio 1992) è un ex calciatore inglese, di ruolo centrocampista.

## Biografia
Il 5 ottobre 2009, quando era ancora minorenne, è stato arrestato con l'accusa di possesso illegale di cannabis e denaro falso; qualche giorno dopo è stato rilasciato per mancanza di prove.

## Carriera
Calcisticamente cresciuto nel settore giovanile dell'Everton, Baxter ha fatto il suo esordio tra i professionisti il 16 agosto 2008, all'età di sedici anni, nella partita di Premier League persa per 2-3 contro il Blackburn a Goodison Park.
Il 23 settembre 2011 è stato ceduto in prestito al Tranmere Rovers, squadra militante in Football League One (terza divisione inglese).
Il 14 settembre 2012, alla scadenza del contratto con l'Everton, si è trasferito all'Oldham Athletic.
Il 29 agosto 2013 è stato acquistato dallo Sheffield United per circa un milione di euro. Il 16 maggio 2015 è risultato positivo ad un test anti-doping della Football Association ed è stato sospeso dall'attività calcistica per tre mesi. Il 19 febbraio 2016 ha fallito un secondo test anti-doping ed è stato quindi messo fuori rosa dallo Sheffield United; l'11 luglio seguente è stato punito dalla Football Association con una squalifica di un anno.
Il 1º luglio 2017, alla scadenza del suo contratto con lo Sheffield United, ha fatto ritorno all'Everton dopo sei anni.
Il 19 luglio 2018 è stato ingaggiato dall'Oldham Athletic, squadra in cui aveva già militato nella stagione 2012-2013.
Il 25 luglio 2019 è stato acquistato dal Plymouth Argyle
Il 19 gennaio 2020 si è trasferito negli Stati Uniti per giocare con il Memphis 901; al termine della stagione ha annunciato il suo ritiro dal calcio.

## Statistiche
| Stagione                | Squadra                 | Campionato              | Campionato | Campionato | Coppe nazionali | Coppe nazionali | Coppe nazionali | Coppe continentali | Coppe continentali | Coppe continentali | Altre coppe | Altre coppe | Altre coppe | Totale | Totale |
| Stagione                | Squadra                 | Comp                    | Pres       | Reti       | Comp            | Pres            | Reti            | Comp               | Pres               | Reti               | Comp        | Pres        | Reti        | Pres   | Reti   |
| ----------------------- | ----------------------- | ----------------------- | ---------- | ---------- | --------------- | --------------- | --------------- | ------------------ | ------------------ | ------------------ | ----------- | ----------- | ----------- | ------ | ------ |
| 2008-2009               | Everton                 | PL                      | 3          | 0          | FACup+CdL       | 1+0             | 0+0             | -                  | -                  | -                  | -           | -           | -           | 4      | 0      |
| 2009-2010               | Everton                 | PL                      | 2          | 0          | FACup+CdL       | 0+0             | 0+0             | UEL                | 5                  | 0                  | -           | -           | -           | 7      | 0      |
| 2010-2011               | Everton                 | PL                      | 2          | 0          | FACup+CdL       | 0+2             | 0+0             | -                  | -                  | -                  | -           | -           | -           | 4      | 0      |
| 2011-2012               | Tranmere                | FL1                     | 14         | 3          | FACup+CdL       | 0+0             | 0+0             | -                  | -                  | -                  | FLT         | 1           | 0           | 15     | 3      |
| 2012-2013               | Oldham                  | FL1                     | 39         | 13         | FACup+CdL       | 6+0             | 2+0             | -                  | -                  | -                  | FLT         | 0           | 0           | 45     | 15     |
| ago. 2013               | Oldham                  | FL1                     | 4          | 2          | FACup+CdL       | 0+1             | 0+0             | -                  | -                  | -                  | FLT         | 0           | 0           | 5      | 2      |
| 2013-2014               | Sheffield United        | FL1                     | 35         | 6          | FACup+CdL       | 8+0             | 2+0             | -                  | -                  | -                  | FLT         | 2           | 0           | 45     | 8      |
| 2014-2015               | Sheffield United        | FL1                     | 34         | 10         | FACup+CdL       | 9+6             | 2+0             | -                  | -                  | -                  | FLT         | 2           | 1           | 51     | 13     |
| 2015-2016               | Sheffield United        | FL1                     | 24         | 4          | FACup+CdL       | 1+1             | 1+0             | -                  | -                  | -                  | FLT         | 2           | 2           | 28     | 7      |
| 2016-2017               | Sheffield United        | FL1                     | 0          | 0          | FACup+CdL       | 0+0             | 0+0             | -                  | -                  | -                  | FLT         | 0           | 0           | 0      | 0      |
| Totale Sheffield United | Totale Sheffield United | Totale Sheffield United | 93         | 20         |                 | 25              | 5               |                    |                    |                    |             | 6           | 3           | 125    | 28     |
| 2017-2018               | Everton                 | PL                      | 0          | 0          | FACup+CdL       | 0+0             | 0+0             | UEL                | 0                  | 0                  | -           | -           | -           | 0      | 0      |
| Totale Everton          | Totale Everton          | Totale Everton          | 7          | 0          |                 | 3               | 0               |                    | 5                  | 0                  |             | 0           | 0           | 15     | 0      |
| 2018-2019               | Oldham                  | FL1                     | 0          | 0          | FACup+CdL       | 0+0             | 0+0             | -                  | -                  | -                  | FLT         | 0           | 0           | 0      | 0      |
| Totale Oldham           | Totale Oldham           | Totale Oldham           | 43         | 15         |                 | 7               | 2               |                    | 0                  | 0                  |             | 0           | 0           | 50     | 17     |
| 2019-gen. 2020          | Plymouth                | FL2                     | 9          | 0          | FACup+CdL       | 0+2             | 0+1             | -                  | -                  | -                  | FLT         | 1           | 0           | 12     | 1      |
| gen.-giu. 2020          | Memphis 901             | USL                     | 8          | 1          | -               | -               | -               | -                  | -                  | -                  | -           | -           | -           | 8      | 1      |
| Totale carriera         | Totale carriera         | Totale carriera         | 175        | 39         |                 | 37              | 8               |                    | 5                  | 0                  |             | 8           | 3           | 225    | 50     |